# Amyclas fils de Lacédémon
Pour les articles homonymes, voir Amyclas.
Dans la mythologie grecque, Amyclas (en grec ancien Ἀμύκλας / Amýklas) est un roi de Laconie, fils de Lacédémon et de Sparta, une fille d'Eurotas.

## Biographie
Il a une sœur, Eurydice. Il épouse Diomédé, fille de Lapithès, qui lui donne deux fils, Cynortas et Hyacinthe. D'autres y ajoutent un fils aîné, Argalos, ainsi que Leucippe. On lui connaît également plusieurs filles : Laodamie/Léanire, qui épouse Arcas l’éponyme de l’Arcadie ; Daphné/Pasiphaé, aimée d'Apollon ; Hégésandra, qui épouse Argée ; et peut-être Polybée, présentée comme une sœur d'Hyacinthe.
Amyclas passe pour le fondateur et éponyme de la ville d'Amyclées en Laconie. Un témoignage tardif prétend qu'il fut aimé d'Apollon. 
À sa mort, le trône échoit à son fils Argalos, puis à son second fils Cynortas.